# Troiițea, Sneatîn
Troiițea (în ucraineană Троїця) este o comună în raionul Sneatîn, regiunea Ivano-Frankivsk, Ucraina, formată numai din satul de reședință.

## Demografie
Componența lingvistică a comunei Troiițea
     Ucraineană (99,89%)
     Alte limbi (0,11%)
Conform recensământului din 2001, majoritatea populației comunei Troiițea era vorbitoare de ucraineană (99,89%), existând în minoritate și vorbitori de alte limbi.